# Nancy Wilson (cantante)
Nancy Wilson (Chillicothe, Ohio; 20 de febrero de 1937-Pioneertown, California; 13 de diciembre de 2018) fue una cantante melódica estadounidense que se aproximó a diferentes estilos, tales como el jazz, el R&B, el soul y el pop. Se la considera una de las vocalistas más elegantes y cálidas de la música contemporánea. Sus grabaciones más elogiadas son las jazzísticas, acompañada de figuras de primer nivel como el saxofonista Cannonball Adderley y el pianista George Shearing o dirigida por el arreglista Billy May.
A pesar de las quejas de los aficionados al jazz, Wilson cantó en numerosos discos de pop y R&B y realizó numerosas giras, apareciendo en compañía de artistas que van desde Nat King Cole y Sarah Vaughan a Ruth Brown y LaVern Baker. No obstante lo anterior, Wilson mantuvo siempre sus conexiones con el mundo del jazz y en los años 1980 apareció cantando con músicos de jazz como Hank Jones, Art Farmer, Ramsey Lewis y Benny Golson.

## Biografía
Ganó a los quince años un concurso para nuevo talentos en Columbus, una ciudad cercana a la de su origen. El premio fue su propio programa televisivo, Skyline Melodies, emitido dos veces por semana. Se unió pronto a la banda de Rusty Bryant en el Carolyn Club, con quien estuvo entre 1956 y 1958 cantando por el medio oeste y Canadá, aunque cantó también con otras bandas que la solicitaban para sus actuaciones en los clubes locales. Tras quedar impresionado una noche, Cannonball Adderley la invitó a unirse a su grupo y marcharse a Nueva York. En 1959, gracias a su mánager John Levy y la recomendación de George Shearing firmó con Capitol Records.
Su disco de 1960 con Shearing, The Swingin's Mutual!, consolidó su contrato con Capitol. Un sencillo de 1961, Guess Who I Saw Today, se convirtió un éxito en las radios jazzísticas y en las juke box negras de toda la América urbana. Un disco con su descubridor, Cannonball Adderley, la volvió a situar en lo más alto del jazz en 1962, sobre todo con el tema Save Your Love For Me. Rindió también tributo a uno de sus ídolos, Little Jimmy Scott, con una versión de When Did You Leave Heaven.
Los dos discos que resultaron decisivos para la popularidad de Nancy fueron Broadway my Way y Hollywood my Way, los dos de 1963.
Tras aparecer en televisión en varias ocasiones, la NBC le dio su propio programa, The Nancy Wilson Show, por el que ganó una premio Emmy por su temporada 1967-1968.

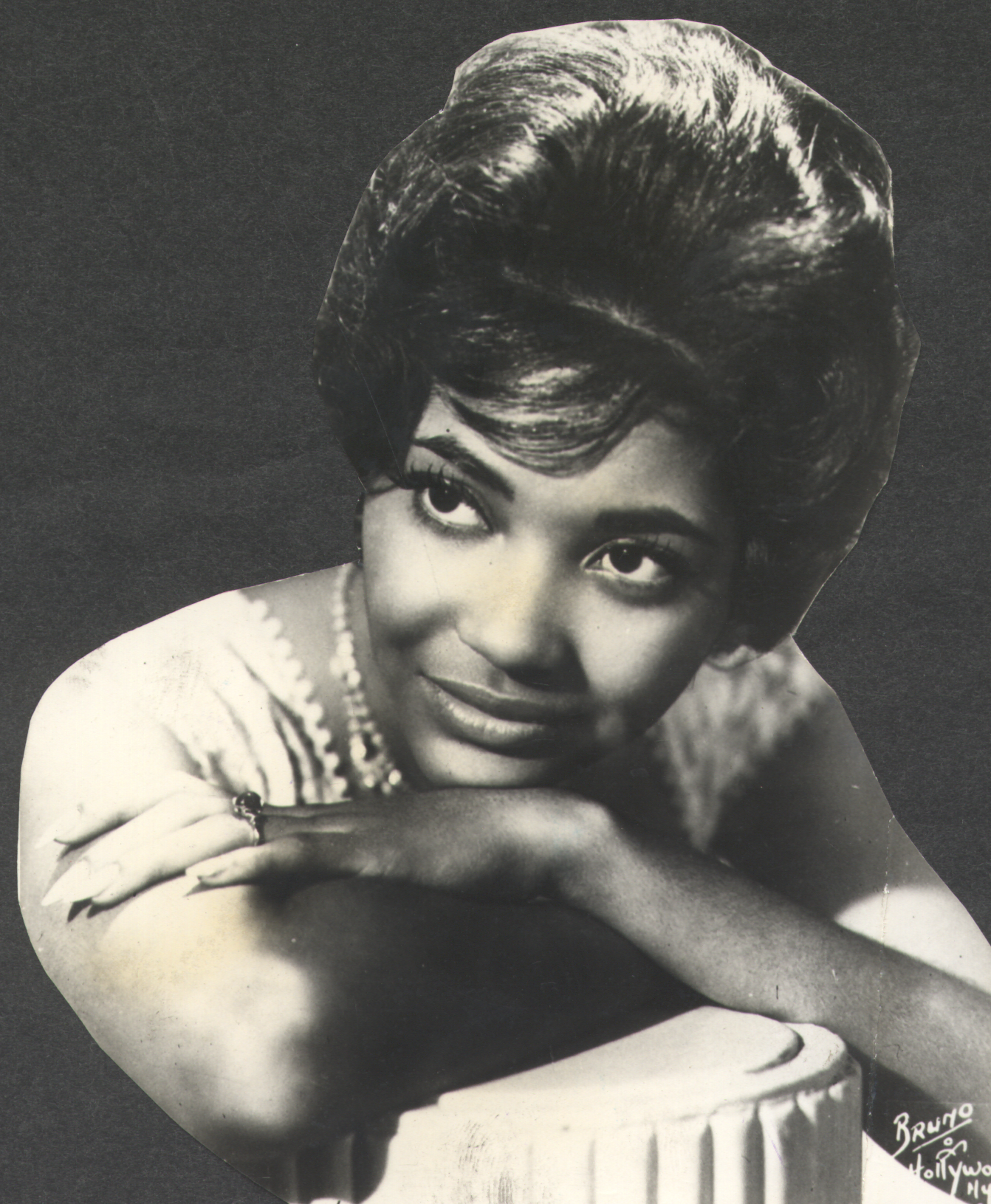
Nancy Wilson. Archivo Nacional de Brasil.

Just For Now y Lush Life, álbumes publicados en 1967 por Capitol y reeditados en 2016 por el sello Caroline, pertenecen a su grupo de trabajos que sobrepasan las fronteras del jazz. En Just For You se recogen interpretaciones de Cole Porter o Cannonball Adderley, pero también Alfie de Burt Bacharach y Hal David, o That’s Life, grabada en su día por Peggy Lee o Frank Sinatra, o una balada como If He Walked Into My Life. Es corriente ver el nombre de Nancy Wilson en las colecciones de discos de canciones para amantes, jazz for lovers. Su voz es terciopelo puro. Ya sea arropada por grandes orquestaciones o arreglos sencillos, al cantar temas como Love Can Do Anything en Just For Now-, siempre consigue tocar la sensibilidad del oyente.
Lush Life, que se abre con Free Again, una defensa de la mujer libre, sin ataduras sentimentales, sin necesidad de convenciones sociales. Es un álbum más ardoroso que el anterior, con composiciones de una gran fuerza emocional, como When The World Was Young (Ah, The Apple Tree), que se basa en el original francés Le Chevalier de Paris y recuerda las pasiones de la adolescencia. Incluso hay una versión del clásico Sunny, que se lo lleva a su terreno extremadamente delicado.
Durante su extensa carrera ha actuado también en espectáculos como el Andy Williams Show, el Carol Burnett Show y el Flip Wilson Show, y en series de televisión como actriz: I Spy, Room 222, Hawaii Five-O, Police Story, The Cosby Show, New York Undercover y Moesha and The Parkers.
Tras muchos años en Capitol, durante muchos de los cuales solo era superada en ventas por los Beatles, superando a fenómenos como Frank Sinatra, Peggy Lee, the Beach Boys y Nat King Cole, el mundo de la música cambió y, con él, Nancy Wilson decidió cambiar de compañía. Se marchó a Columbia Records donde, a pesar de todo, le resultó imposible competir con la fuerza de la música pop-rock.
En los noventa, fue una de las cantantes favoritas entre el mercado del público adulto aficionado a las baladas románticas. En 2002 y 2003 Wilson volvió una vez más al jazz, grabando dos discos con Ramsey Lewis. Su álbum de 2004, R.S.V.P. (Rare Songs, Very Personal) fue una mezcla de jazz y baladas.

## Discografía
| Año  | Álbum                                | Sello     |
| ---- | ------------------------------------ | --------- |
| 1959 | Like in Love                         | Capitol   |
| 1960 | Something Wonderful                  | Capitol   |
| 1961 | The Swingin's Mutual!                | Capitol   |
| 1962 | Nancy Wilson and Cannonball Adderley | Capitol   |
| 1962 | Hello Young Lovers                   | Capitol   |
| 1963 | Broadway – My Way                    | Capitol   |
| 1963 | Hollywood – My Way                   | Capitol   |
| 1963 | Yesterday's Love Songs/Today's Blues | Capitol   |
| 1964 | How Glad I Am                        | Capitol   |
| 1964 | Today, Tomorrow, Forever             | Capitol   |
| 1965 | The Nancy Wilson Show!               | Capitol   |
| 1965 | Today My Way                         | Capitol   |
| 1965 | Gentle Is My Love                    | Capitol   |
| 1966 | From Broadway with Love              | Capitol   |
| 1966 | A Touch of Today                     | Capitol   |
| 1966 | Tender Loving Care                   | Capitol   |
| 1967 | Nancy Naturally                      | Capitol   |
| 1967 | Just for Now                         | Capitol   |
| 1967 | Lush Life                            | Capitol   |
| 1968 | Welcome to My Love                   | Capitol   |
| 1968 | Easy                                 | Capitol   |
| 1968 | The Best of Nancy Wilson             | Capitol   |
| 1968 | Sound of Nancy Wilson                | Capitol   |
| 1969 | But Beautiful                        | Capitol   |
| 1969 | Nancy                                | Capitol   |
| 1969 | Son of a Preacher Man                | Capitol   |
| 1969 | Close Up                             | Capitol   |
| 1969 | Hurt So Bad                          | Capitol   |
| 1970 | Can't Take My Eyes Off You           | Capitol   |
| 1970 | Now I'm a Woman                      | Capitol   |
| 1971 | Double Play                          | Capitol   |
| 1971 | For Once in My Life                  | Capitol   |
| 1971 | Who Can I Turn To                    | Blue Note |
| 1971 | Right to Love                        | Capitol   |
| 1971 | How Glad I Am                        | Capitol   |
| 1971 | Kaleidoscope                         | Capitol   |
| 1972 | Free Again                           | Pickwick  |
| 1973 | I Know I Love Him                    | Capitol   |
| 1974 | All in Love Is Fair                  | Capitol   |
| 1975 | Come Get to This                     | Capitol   |
| 1976 | This Mother's Daughter               | Capitol   |
| 1977 | I've Never Been to Me                | Capitol   |
| 1978 | Music on My Mind                     | Capitol   |
| 1979 | Nancy Naturally                      | Capitol   |
| 1979 | Life, Love and Harmony               | Capitol   |
| 1980 | At My Best                           | ASI       |
| 1980 | Take My Love                         | Capitol   |
| 1982 | What's New                           | EMI Japan |
| 1983 | Your Eyes                            | Columbia  |
| 1983 | I'll Be a Song                       | Interface |
| 1984 | Godsend                              | Interface |
| 1984 | The Two of Us                        | Columbia  |
| 1985 | Keep You Satisfied                   | Columbia  |
| 1987 | Forbidden Lover                      | Epic/Sony |
| 1988 | Nancy Now                            | Epic/Sony |
| 1990 | Lady with a Song                     | Epic/Sony |
| 1991 | With My Lover Beside Me              | Columbia  |
| 1994 | Love, Nancy                          | Columbia  |
| 1997 | If I Had My Way                      | Columbia  |
| 2001 | A Nancy Wilson Christmas             | MCG Jazz  |
| 2002 | Meant to Be                          | MCG Jazz  |
| 2003 | Simple Pleasures                     | MCG Jazz  |
| 2004 | R.S.V.P. (Rare Songs, Very Personal) | MCG Jazz  |
| 2005 | Live from Las Vegas                  | Capitol   |
| 2006 | Turned to Blue                       | MCG Jazz  |